# Plassac (Charente-Maritime)
Plassac település Franciaországban, Charente-Maritime megyében. Lakosainak száma 666 fő (2022. január 1.). Plassac Bois, Consac, Saint-Ciers-du-Taillon, Saint-Genis-de-Saintonge és Saint-Sigismond-de-Clermont községekkel határos.

## Népesség
A település népességének változása:
| Lakosok száma | 384  | 339  | 387  | 547  | 632  | 596  | 597  | 626  | 641  | 666  |
|               | 1968 | 1982 | 1990 | 2006 | 2013 | 2015 | 2017 | 2019 | 2020 | 2022 |